# Joseph Enanga
Joseph Enanga (ur. 28 sierpnia 1958 w Duali) – kameruński piłkarz, występował na pozycji obrońcy.

## Życiorys
Joseph Enanga grał w ojczyźnie w klubach Union Duala i Caïman Duala. W 1979 roku zdobył z Unionem Puchar Mistrzów. Później grał we francuskim klubie Saint-Dizier CO.
Enanga zagrał jeden mecz w eliminacjach do mistrzostw świata w 1982, z Malawi. Mecz zakończył się wynikiem 1:1, a Joseph wszedł za Grégoire M'Bidę. Mimo to, pojechał na mundial, a tam nie wziął udziału w ani jednego meczu.